# Виноградов, Василий Иванович (публицист)
Васи́лий Ива́нович Виногра́дов (3 [15] марта 1856, Нижний Новгород — 2 [15] мая 1902, Нижний Новгород) — педагог и автор учебно-методических пособий для начальных народных училищ, публицист, краевед, автор-составитель научно-популярных иллюстрированных изданий (путеводители, календари, фотоальбом), связанных с историей Нижнего Новгорода и его окрестностей.

## Биография
Родился в семье священника. Отец — протоиерей Благовещенского собора г. Нижнего Новгорода, редактор «Нижегородских епархиальных ведомостей» Иоанн Захарович Виноградов.
Учился в Нижегородской духовной семинарии, где успешно проявил себя на разных поприщах: критика, проповедника и живописца. Так, ещё в период учёбы (1875 г.) он написал картину «Положение Христа во гроб», которая составляла запрестольный образ семинарской церкви. Окончил полный курс семинарии в 1877 году со званием студента.
В 1877—1889 гг. проработал учителем в мужском начальном народном училище села Дуденево Горбатовского уезда Нижегородской губернии (общий педагогический стаж — 12 лет). Одновременно с педагогической деятельностью писал и издавал учебно-методические пособия. В этих пособиях обобщались новейшие по тем временам педагогические идеи, которые проверялись на практике самим автором.
В 1889 году Василий Иванович Виноградов получает новое назначение и переезжает вместе с семьёй в Нижегородскую земледельческую колонию для малолетних — на должность директора колонии. Располагалась она в окрестностях Нижнего Новгорода: в 7-ми верстах от села Гнилицы (ныне — территория Автозаводского района Нижнего Новгорода). Здесь В. И. Виноградов внедрил комплексную систему воспитания и обучения подростков. В частности, она выражалась в удачном сочетании обычного школьного образования с трудовым ремесленным обучением.
В 1890 году В. И. Виноградов участвует в качестве делегата в работе IV Международного конгресса в Петербурге и III Всероссийского съезда представителей исправительных заведений в Москве. Обобщающий результат этой командировки был опубликован в 1892 году.
В 1893 году Василий Иванович Виноградов становится членом Нижегородской губернской учёной архивной комиссии, начинает активно публиковать научно-популярные иллюстрированные краеведческие издания: путеводители, календари, «Художественный альбом Нижнего Новгорода и ярмарки». Пик этой деятельности связан с проведением XVI Всероссийской промышленной и художественной выставки в Нижнем Новгороде в 1896 году. Этой выставке В. И. Виноградов посвятил отдельный «Иллюстрированный путеводитель», а также развёрнутое приложение к «Нижегородскому иллюстрированному календарю» за 1897 год. За публицистическую деятельность, а также за педагогические издания В. И. Виноградов был награждён специальным дипломом выставки.
Последние годы жизни В. И. Виноградов активно сотрудничал с газетой «Нижегородские епархиальные ведомости», где почти в каждом выпуске появлялось несколько его публикаций.

### Семья
В 1878 году женится на круглой сироте Александре Александровне Рюриковой (1856—1928). В браке родилось 11 детей.